# Фердинанд Карл фон Хоенемс
Фердинанд Карл Франц фон Хоенемс (на немски: Ferdinand Karl Franz von Hohenems; * 29 декември 1650; † 18 февруари 1686, Кауфбойрен) е граф от стария род Хоенемс-Вадуц във Вадуц и Шеленберг между Австрия и Швейцария.

## Живот
Той е най-големият син на Франц Вилхелм I фон Хоенемс (1628 – 1662), граф във Вадуц и Шеленберг, и съпругата му графиня Катарина Елеонора фон Фюрстенберг (1630 – 1676), дъщеря на граф Вратислав I фон Фюрстенберг (1584 – 1631) и контеса Лавиния Мария Текла Гонзага ди Новелара (1607 – 1639). Брат е на Якоб Ханибал III Фридрих фон Хоенемс (1653 – 1730) и Франц Вилхелм II фон Хоенемс (1654 – 1691).
След ранната смърт на баща му, Фердинанд Карл поема на 12 години сам управлението във Вадуц и Шеленберг. Император Леополд I дава регентството на майка му и на чичо му Карл Фридрих фон Хоенемс (1622 – 1675).
От 1656 до 1667 г. Фердинанд Карл, заедно с брат си Якоб Ханибал III, посещава латинското училище на йезуитите във Фелдкирх и от 12 ноември 1669 г. двамата следват в университета в Залцбург.
След смъртта на чичо му през 1675 г. Карл Фридрих поема сам управлението във Вадуц и Шеленберг и прахосва богатството. Между 1678 и 1680 г. той води процеси против вещиците и ограбва жертвите. На 22 юни 1684 г. е свален, арестуван и осъден да върне ограбеното на жертвите си и остава затворен до края на живота си. Обвинен е пред императора от брат му Якоб Ханибал III Фридрих фон Хоенемс.
Той умира на 35 години на 18 февруари 1686 г. като затворник в замък Кемнат при Кауфбойрен. Регент става брат му Якоб Ханибал III. След смъртта му през 1686 г. императорът Леополд I остава управлението на графствата на княжеския абат Руперт фон Бодман.
Брат му Якоб Ханибал III не може да плати задълженията и през 1699 г. продава графството Шеленберг на Йохан Адам I Андреас фон Лихтенщайн за 115 000 гулдена и 1712 г. също графството Вадуц за 290 000 гулдена. Чрез тези продажби се създава днешното Княжество Лихтенщайн.

## Фамилия
Фердинанд Карл Франц фон Хоенемс се жени на 1 юли 1674 г. за графиня Мария Якоба Евзебия фон Валдбург-Волфег (* 15 ноември 1645; † 5 септември 1693), монахиня в Торн (1655 – 1669), дъщеря на граф Максимилиан Вилибалд фон Валдбург-Волфег (1604 – 1667) и графиня Магдалена Юлиана фон Хоенлое-Валденбург (1619 – 1645). Бракът е бездетен.